# Pat Murphy (baseball, 1958)
Pour les articles homonymes, voir Pat Murphy.
Pat Murphy (né le 28 novembre 1958 à Syracuse (New York) aux États-Unis) est un entraîneur de baseball. 
De 1994 à 2009, il est entraîneur-chef des Sun Devils, l'équipe de baseball de l'université d'État de l'Arizona. Il est gérant des Padres de San Diego de la Ligue majeure de baseball du 16 juin au 4 octobre 2015. Il est engagé comme instructeur de banc des Brewers de Milwaukee pour la saison 2016.

## Carrière

### Joueur
Murphy joue au baseball pour les Owls de la Florida Atlantic University, où il est lanceur, receveur et joueur de champ intérieur. Il signe un contrat professionnel en 1982 avec les Giants de San Francisco de la Ligue majeure de baseball mais au cours d'une carrière professionnelle de 4 ans, il n'évolue qu'en ligues mineures avec des clubs affiliés aux Giants et aux Padres de San Diego, ainsi qu'avec deux clubs de baseball indépendant. 

### Entraîneur collégial et universitaire
Il commence une carrière d'entraîneur de baseball en 1983 comme entraîneur-chef au Maryville College, dans le Tennessee. Il passe ensuite deux ans comme assistant entraîneur à son ancienne université, Florida Atlantic. À l'été 1984, Murphy dirige des cliniques de baseball dans la province de Nouvelle-Galles du Sud pour aider à la promotion du baseball en Australie. De retour aux États-Unis, il est en 1985 le manager des Tri-Cities Triplets, un club de baseball mineur de niveau A- dans la Northwest League, ce qui en fait cette année-là la plus jeune personne à remplir ce rôle dans le baseball professionnel. Il retourne aux rangs collégiaux de la NCAA en 1986 comme entraîneur-chef des collèges Claremont McKenna, Harvey Mudd et Scripps à Claremont en Californie. 
Murphy est entraîneur des Fighting Irish de l'université Notre Dame de 1988 à 1994. 
En août 1994, Pat Murphy devient entraîneur-chef des Sun Devils, l'équipe de baseball de l'université d'État de l'Arizona, un poste qu'il occupe jusqu'en 2009. Il mène les Sun Devils aux College World Series en 1998, 2005, 2007 et 2009. 
Durant ses longues années dans les rangs collégiaux et universitaires, Pat Murphy mène les équipes qu'il dirige vers 1 000 victoires, contre 457 défaites et 4 matchs nuls. En 1998, il est nommé entraîneur de l'année par Baseball America.

### Ligues mineures de baseball
Engagé comme assistant spécial aux opérations baseball des Padres de San Diego de la Ligue majeure de baseball en 2010, Pat Murphy est assigné au poste de gérant de leur club-école de niveau A (saison courte), les Emeralds d'Eugene dans la Northwest League. Il mène le club à 93 victoires contre 59 défaites au total lors des saisons 2011 et 2012. En 2013 et 2014, il dirige le club-école Triple-A des Padres, basé à Tucson la première année et El Paso la seconde. Tucson gagne 77 matchs contre 67 défaites alors que El Paso affiche un dossier perdant de 71-73.

### Ligue majeure de baseball

#### Padres de San Diego
Le 16 juin 2015, Pat Murphy est nommé gérant des Padres de San Diego, qu'il dirige le jour même pour son premier match, face aux Athletics d'Oakland. Nommé sur une base intérimaire jusqu'à la fin de la saison 2015, son embauche est consécutive au congédiement, deux jours plus tôt, de Bud Black, et il succède à Dave Roberts, son nouvel instructeur de banc qui avait assuré la transition le 15 juin pour un match. Il savoure sa première victoire à la barre des Padres à son troisième match, un gain de 3-1 sur Oakland le 18 juin.
Les Padres gagnent 42 matchs et en perdent 54 sur les 96 où Murphy est à la barre en 2015, pour finir l'année avec un dossier de 74-88 sous la direction de trois gérants, en quatrième place sur les cinq clubs de la division Ouest de la Ligue nationale. Il est congédié le 4 octobre 2015, après le dernier match de la saison régulière de l'équipe.

#### Brewers de Milwaukee
Le 2 novembre 2015, Pat Murphy est engagé comme instructeur de banc adjoint du gérant Craig Counsell chez les Brewers de Milwaukee